# سيث لويد
سيث لويد (بالإنجليزية: Seth Lloyd) (و. 1960  م) هو فيزيائي، ومهندس، وأكاديمي، وكاتب غير روائي، وعالم حاسوب أمريكي.

## التعليم
تعلم في جامعة هارفارد، وجامعة روكفلر.

## جوائز
حصل على جوائز منها:
- زمالة الجمعية الأمريكية الفيزيائية.